# Saint-Pierre-Toirac
Ne pas confondre avec Saint-Pierre-Lafeuille, autre commune du département français du Lot.
Saint-Pierre-Toirac est une commune française, située dans l'est du département du Lot en région Occitanie.

Elle est également dans le causse de Cajarc, le plus petit des quatre causses du Quercy, enserré dans les méandres du Lot et du Célé.
Exposée à un climat océanique altéré, elle est drainée par le Lot, le ruisseau des Encastrades et par un autre cours d'eau. La commune possède un patrimoine naturel remarquable composé de trois zones naturelles d'intérêt écologique, faunistique et floristique.
Saint-Pierre-Toirac est une commune rurale qui compte 164 habitants en 2022, après avoir connu un pic de population de 504 habitants en 1806.  Elle fait partie de l'aire d'attraction de Figeac. Ses habitants sont appelés les Toiracois ou Toiracoises.

## Géographie
Commune du Quercy située sur l'ancienne route nationale 662 entre Larroque-Toirac et Frontenac.

### Communes limitrophes
Les communes limitrophes sont  Balaguier-d'Olt, Béduer, Carayac, Faycelles, Frontenac et Larroque-Toirac.
La commune est limitrophe du département de l'Aveyron.
|                 | Béduer              | Faycelles                 |
| Carayac         | Saint-Pierre-Toirac | Frontenac                 |
| Larroque-Toirac |                     | Balaguier-d'Olt (Aveyron) |

### Climat
Pour des articles plus généraux, voir Climat de l'Occitanie et Climat du Lot.
En 2010, le climat de la commune est de type climat océanique altéré, selon une étude s'appuyant sur une série de données couvrant la période 1971-2000. En 2020, Météo-France publie une typologie des climats de la France métropolitaine dans laquelle la commune est dans une zone de transition entre le climat océanique altéré et le climat de montagne ou de marges de montagne et est dans la région climatique Ouest et nord-ouest du Massif Central, caractérisée par une pluviométrie annuelle de 900 à 1 500 mm, maximale en automne et en hiver.
Pour la période 1971-2000, la température annuelle moyenne est de 12,7 °C, avec une amplitude thermique annuelle de 16,5 °C. Le cumul annuel moyen de précipitations est de 952 mm, avec 11,1 jours de précipitations en janvier et 6,3 jours en juillet. Pour la période 1991-2020, la température moyenne annuelle observée sur la station météorologique la plus proche, située sur la commune de Faycelles à 5 km à vol d'oiseau, est de 13,1 °C et le cumul annuel moyen de précipitations est de 806,2 mm,. Pour l'avenir, les paramètres climatiques de la commune estimés pour 2050 selon différents scénarios d'émission de gaz à effet de serre sont consultables sur un site dédié publié par Météo-France en novembre 2022.

### Milieux naturels et biodiversité
L’inventaire des zones naturelles d'intérêt écologique, faunistique et floristique (ZNIEFF) a pour objectif de réaliser une couverture des zones les plus intéressantes sur le plan écologique, essentiellement dans la perspective d’améliorer la connaissance du patrimoine naturel national et de fournir aux différents décideurs un outil d’aide à la prise en compte de l’environnement dans l’aménagement du territoire.
Deux ZNIEFF de type 1 sont recensées sur la commune :
le « cours moyen du Lot » (1 543 ha), couvrant 33 communes dont huit dans l'Aveyron et 25 dans le Lot et le « puech boisé de Pierre Grosse » (401 ha), couvrant 4 communes du département et une ZNIEFF de type 2, : la « Moyenne vallée du Lot » (7 893 ha), couvrant 36 communes dont huit dans l'Aveyron et 28 dans le Lot.

Cartes des ZNIEFF de type 1 et 2 à Saint-Pierre-Toirac.
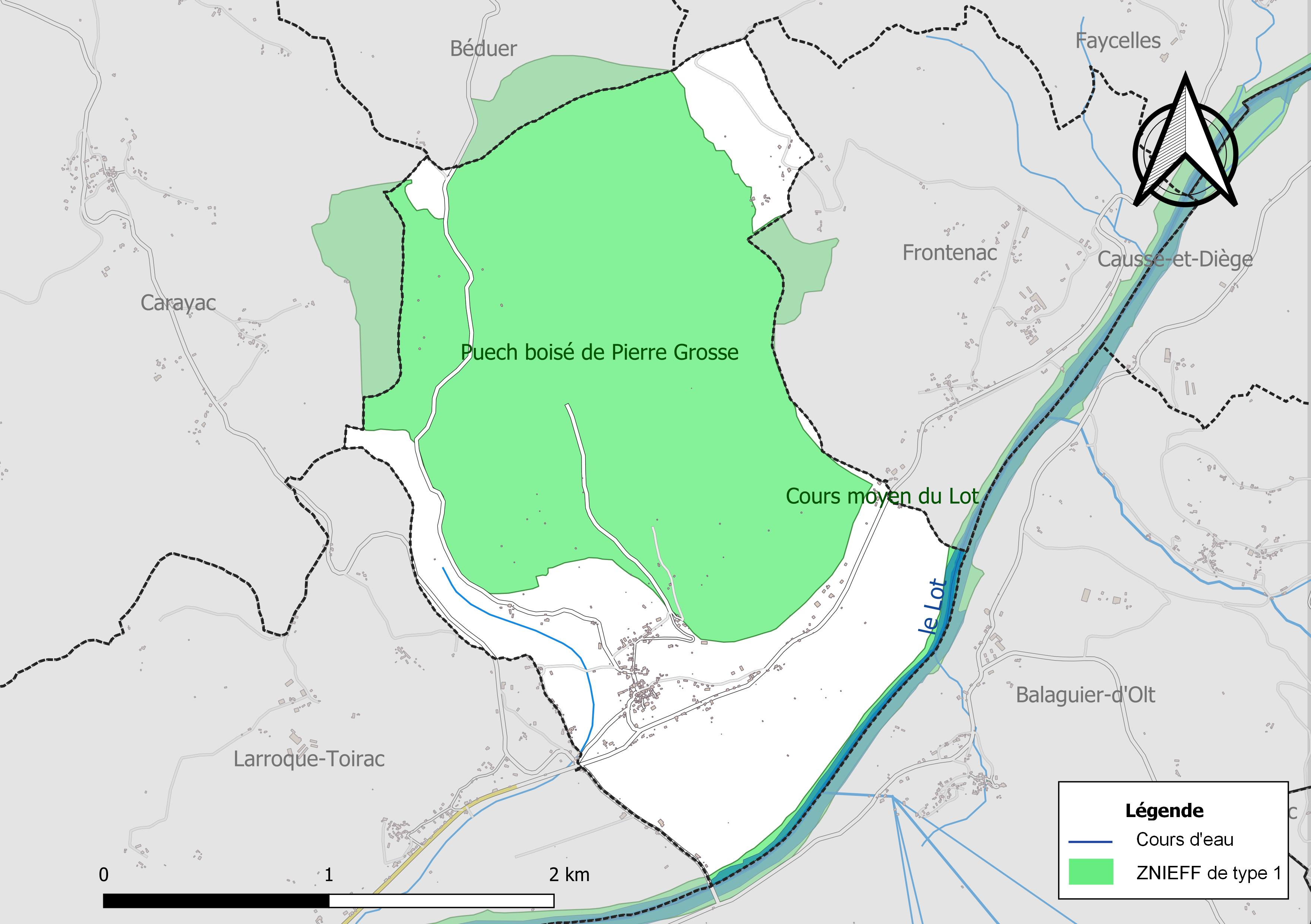
Carte des ZNIEFF de type 1 sur la commune.
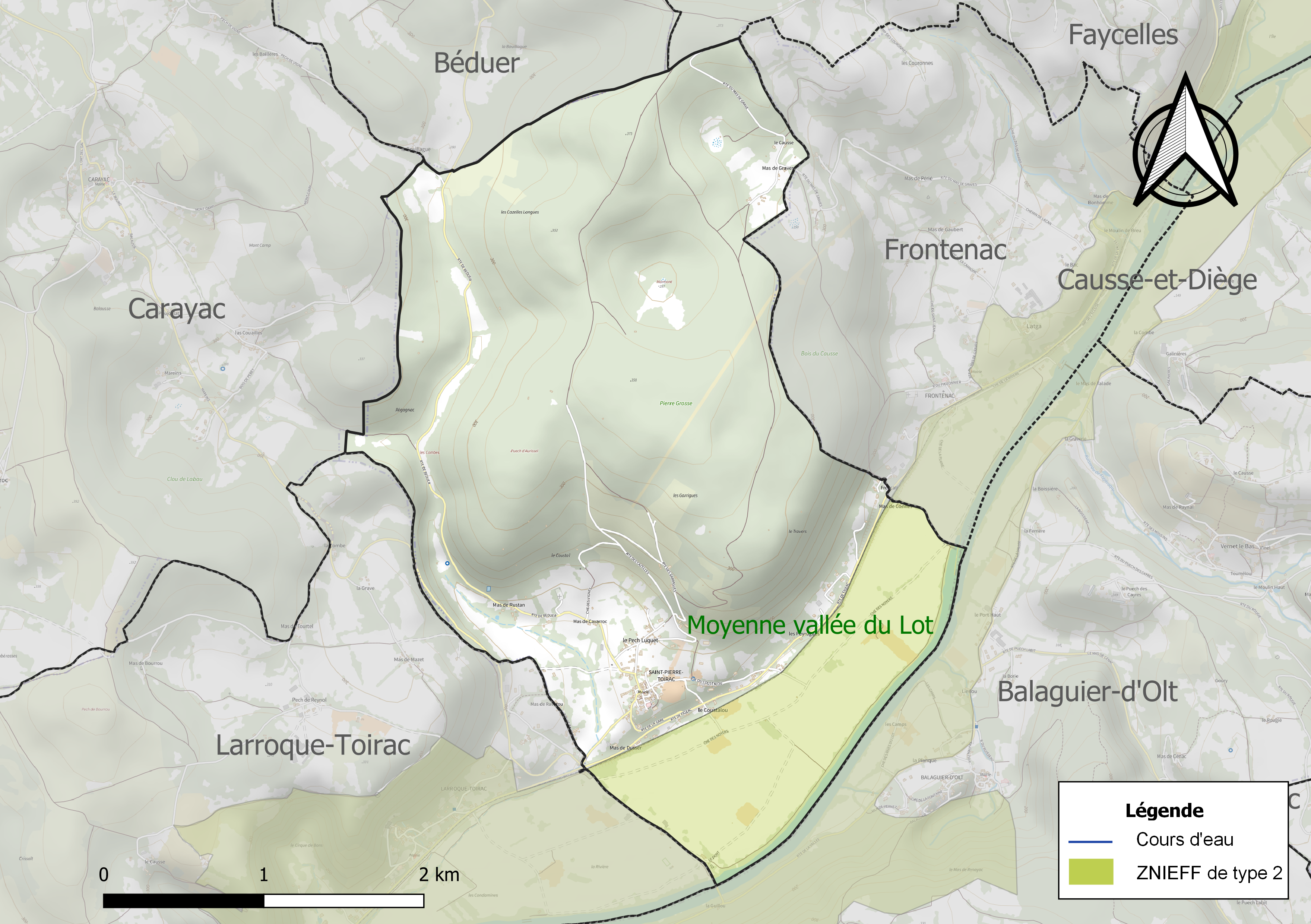
Carte de la ZNIEFF de type 2 sur la commune.

## Urbanisme

### Typologie
Au 1er janvier 2024, Saint-Pierre-Toirac est catégorisée commune rurale à habitat dispersé, selon la nouvelle grille communale de densité à sept niveaux définie par l'Insee en 2022.
Elle est située hors unité urbaine. Par ailleurs la commune fait partie de l'aire d'attraction de Figeac, dont elle est une commune de la couronne,. Cette aire, qui regroupe 59 communes, est catégorisée dans les aires de moins de 50 000 habitants,.

### Occupation des sols
L'occupation des sols de la commune, telle qu'elle ressort de la base de données européenne d’occupation biophysique des sols Corine Land Cover (CLC), est marquée par l'importance des forêts et milieux semi-naturels (66,5 % en 2018), une proportion sensiblement équivalente à celle de 1990 (66,7 %). La répartition détaillée en 2018 est la suivante : 
forêts (66,5 %), zones agricoles hétérogènes (16,1 %), prairies (14,8 %), eaux continentales (2,6 %). L'évolution de l’occupation des sols de la commune et de ses infrastructures peut être observée sur les différentes représentations cartographiques du territoire : la carte de Cassini (XVIIIe siècle), la carte d'état-major (1820-1866) et les cartes ou photos aériennes de l'IGN pour la période actuelle (1950 à aujourd'hui).

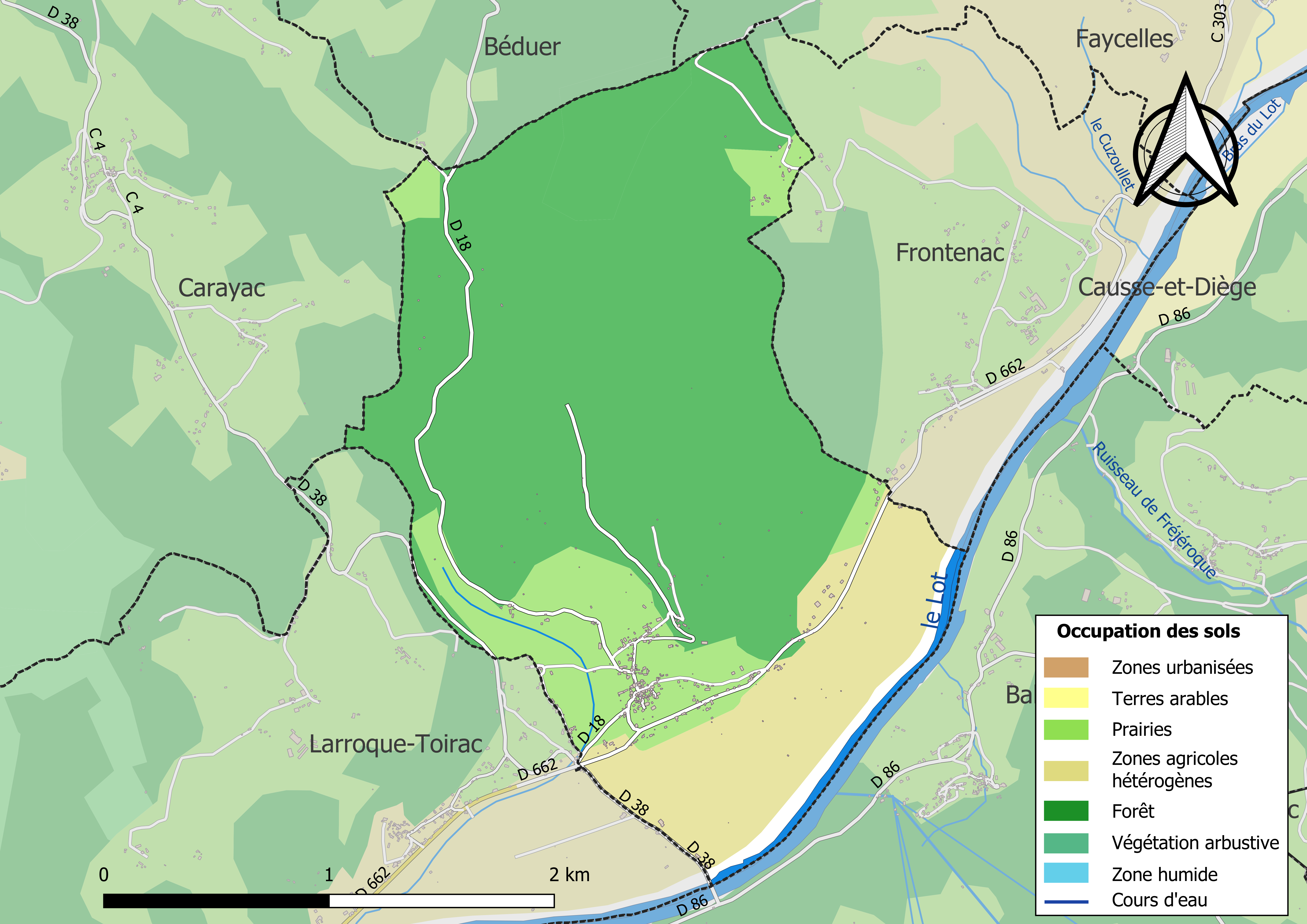
Carte des infrastructures et de l'occupation des sols de la commune en 2018 (CLC).

### Risques majeurs
Le territoire de la commune de Saint-Pierre-Toirac est vulnérable à différents aléas naturels : météorologiques (tempête, orage, neige, grand froid, canicule ou sécheresse), inondations, feux de forêts, mouvements de terrains et séisme (sismicité très faible). Il est également exposé à un risque technologique, la rupture d'un barrage. Un site publié par le BRGM permet d'évaluer simplement et rapidement les risques d'un bien localisé soit par son adresse soit par le numéro de sa parcelle.

#### Risques naturels
Certaines parties du territoire communal sont susceptibles d’être affectées par le risque d’inondation par débordement de cours d'eau, notamment le Lot. La cartographie des zones inondables en ex-Midi-Pyrénées réalisée dans le cadre du XIe Contrat de plan État-région, visant à informer les citoyens et les décideurs sur le risque d’inondation, est accessible sur le site de la DREAL Occitanie. La commune a été reconnue en état de catastrophe naturelle au titre des dommages causés par les inondations et coulées de boue survenues en 1982, 1988, 1999 et 2003,.
Saint-Pierre-Toirac est exposée au risque de feu de forêt. Un plan départemental de protection des forêts contre les incendies a été approuvé par arrêté préfectoral le 30 novembre 2015 pour la période 2015-2025. Les propriétaires doivent ainsi couper les broussailles, les arbustes et les branches basses sur une profondeur de 50 mètres, aux abords des constructions, chantiers, travaux et installations de toute nature, situées à moins de 200 mètres de terrains en nature
de bois, forêts, plantations, reboisements, landes ou friches. Le brûlage des déchets issus de l’entretien des parcs et jardins des ménages et des collectivités est interdit. L’écobuage est également interdit, ainsi que les feux de type méchouis et barbecues, à l’exception de ceux prévus dans des installations fixes (non situées sous couvert d'arbres) constituant une dépendance d'habitation.

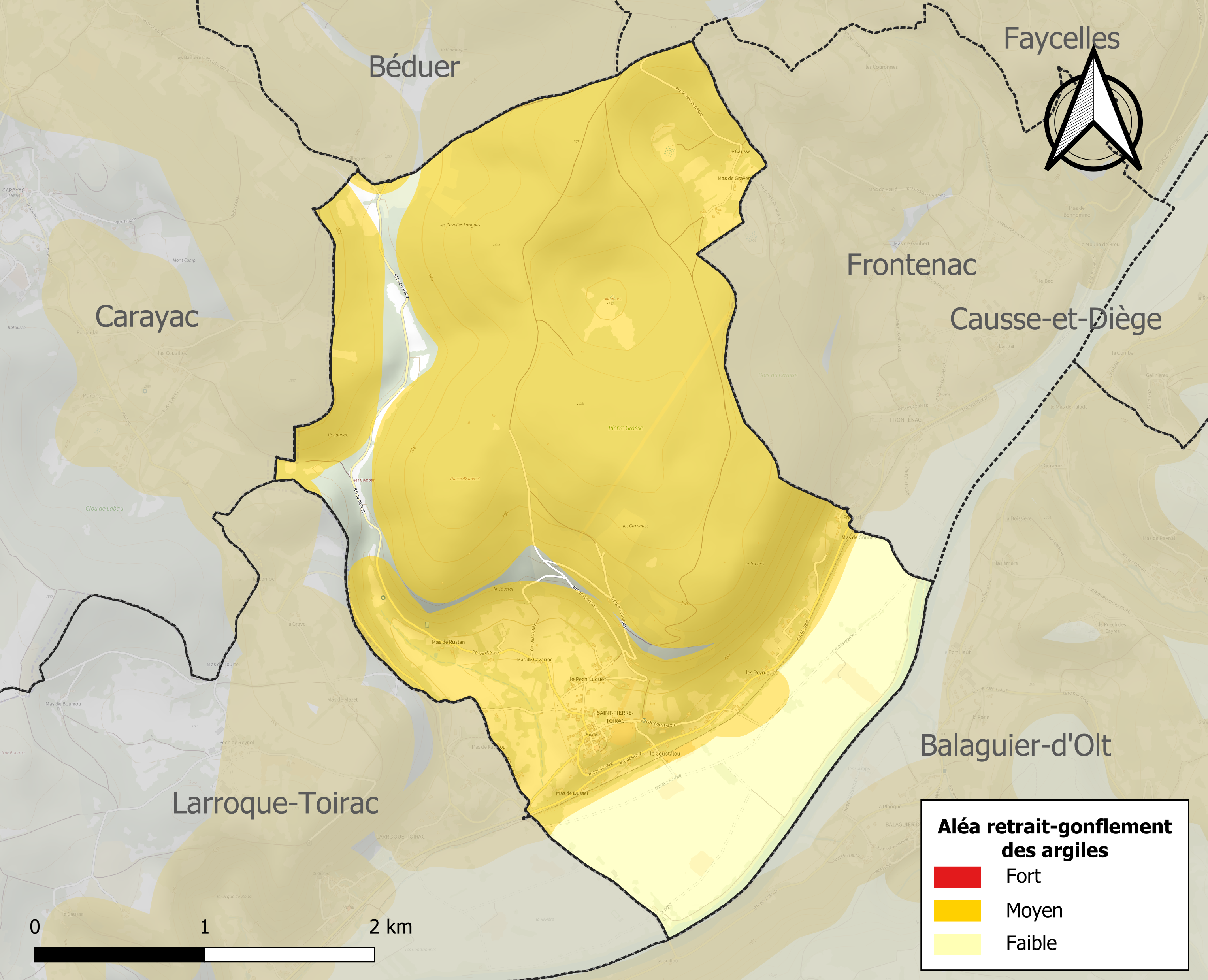
Carte des zones d'aléa retrait-gonflement des sols argileux de Saint-Pierre-Toirac.

Les mouvements de terrains susceptibles de se produire sur la commune sont des affaissements et effondrements liés aux cavités souterraines (hors mines), des éboulements, chutes de pierres et de blocs et des glissements de terrain. Par ailleurs, afin de mieux appréhender le risque d’affaissement de terrain, l'inventaire national des cavités souterraines permet de localiser celles situées sur la commune.
Le retrait-gonflement des sols argileux est susceptible d'engendrer des dommages importants aux bâtiments en cas d’alternance de périodes de sécheresse et de pluie. 79,8 % de la superficie communale est en aléa moyen ou fort (67,7 % au niveau départemental et 48,5 % au niveau national). Sur les 137 bâtiments dénombrés sur la commune en 2019, 135 sont en aléa moyen ou fort, soit 99 %, à comparer aux 72 % au niveau départemental et 54 % au niveau national. Une cartographie de l'exposition du territoire national au retrait gonflement des sols argileux est disponible sur le site du BRGM,.
Par ailleurs, afin de mieux appréhender le risque d’affaissement de terrain, l'inventaire national des cavités souterraines permet de localiser celles situées sur la commune.
Concernant les mouvements de terrains, la commune a été reconnue en état de catastrophe naturelle au titre des dommages causés par des mouvements de terrain en 1999.

#### Risques technologiques
La commune est en outre située en aval des barrages de Grandval et de Sarrans, des ouvrages de classe A disposant d'une retenue de respectivement 270,6 millions et 296 millions de mètres cubes,. À ce titre elle est susceptible d’être touchée par l’onde de submersion consécutive à la rupture d'un de ces ouvrages.

## Toponymie
Le toponyme Saint-Pierre-Toirac, en occitan Sent Peire Toirac, est basé sur l'hagiotoponyme chrétien qui fait référence à l'apôtre Pierre ou à un autre Saint Pierre. Toirac a pour origine un anthroponyme : Turturius. La terminaison -ac est issue du suffixe gaulois -acon (lui-même du celtique commun *-āko-), souvent latinisé en -acum dans les textes. Toirac désignait donc le domaine de Turturius.

## Histoire
Saint-Pierre-Toirac est le lieu d'un ancien prieuré bénédictin de la vallée du Lot. On ne connaît pas très bien l'origine de ce prieuré. Il aurait été donné par l'évêque de Rodez à l'abbaye Saint-Sauveur de Figeac en 889. Il apparaît comme dépendance de Saint-Sauveur dans une bulle de 1146.

## Politique et administration
| Période                                  | Période  | Identité                        | Étiquette          | Qualité                                |
| ---------------------------------------- | -------- | ------------------------------- | ------------------ | -------------------------------------- |
| mars 2014                                | En cours | Fernand Tapie                   |                    |                                        |
| mars 2008                                | 2014     | Anne-Marie Brehault             |                    |                                        |
| mars 2001                                | 2008     | Philippe Uguen                  |                    |                                        |
| avant 1995                               | ?        | Jean Fabriol                    |                    |                                        |
| avant 1981                               | ?        | Roger Durand                    | DVG                |                                        |
| 1912                                     | 1929     | Théophile Larnaudie (1865-1929) | radical socialiste | conseiller général du canton de Cajarc |
| Les données manquantes sont à compléter. |          |                                 |                    |                                        |

## Démographie
L'évolution du nombre d'habitants est connue à travers les recensements de la population effectués dans la commune depuis 1793. Pour les communes de moins de 10 000 habitants, une enquête de recensement portant sur toute la population est réalisée tous les cinq ans, les populations de référence des années intermédiaires étant quant à elles estimées par interpolation ou extrapolation. Pour la commune, le premier recensement exhaustif entrant dans le cadre du nouveau dispositif a été réalisé en 2008.

En 2022, la commune comptait 164 habitants, en évolution de +10,07 % par rapport à 2016 (Lot : +1,31 %, France hors Mayotte : +2,11 %).
| 1793 | 1800 | 1806 | 1821 | 1831 | 1836 | 1841 | 1846 | 1851 |
| ---- | ---- | ---- | ---- | ---- | ---- | ---- | ---- | ---- |
| 429  | 500  | 504  | 454  | 398  | 428  | 418  | 392  | 408  |

| 1856 | 1861 | 1866 | 1872 | 1876 | 1881 | 1886 | 1891 | 1896 |
| ---- | ---- | ---- | ---- | ---- | ---- | ---- | ---- | ---- |
| 388  | 397  | 394  | 360  | 340  | 353  | 358  | 348  | 315  |

| 1901 | 1906 | 1911 | 1921 | 1926 | 1931 | 1936 | 1946 | 1954 |
| ---- | ---- | ---- | ---- | ---- | ---- | ---- | ---- | ---- |
| 287  | 307  | 295  | 221  | 228  | 221  | 184  | 194  | 188  |

| 1962 | 1968 | 1975 | 1982 | 1990 | 1999 | 2006 | 2008 | 2013 |
| ---- | ---- | ---- | ---- | ---- | ---- | ---- | ---- | ---- |
| 170  | 171  | 160  | 155  | 145  | 121  | 138  | 143  | 142  |

| 2018 | 2022 | - | - | - | - | - | - | - |
| ---- | ---- | - | - | - | - | - | - | - |
| 158  | 164  | - | - | - | - | - | - | - |

## Économie

### Revenus
En 2018, la commune compte 72 ménages fiscaux, regroupant 151 personnes. La médiane du revenu disponible par unité de consommation est de 20 260 € (20 740 € dans le département).

### Emploi
|                | 2008  | 2013  | 2018   |
| -------------- | ----- | ----- | ------ |
| Commune        | 7,9 % | 8,7 % | 12,2 % |
| Département    | 7,3 % | 8,9 % | 9,6 %  |
| France entière | 8,3 % | 10 %  | 10 %   |

En 2018, la population âgée de 15 à 64 ans s'élève à 90 personnes, parmi lesquelles on compte 77,8 % d'actifs (65,6 % ayant un emploi et 12,2 % de chômeurs) et 22,2 % d'inactifs,. En  2018, le taux de chômage communal (au sens du recensement) des 15-64 ans est supérieur à celui de la France et du département, alors qu'il était inférieur à celui de la France en 2008.
La commune fait partie de la couronne de l'aire d'attraction de Figeac, du fait qu'au moins 15 % des actifs travaillent dans le pôle,. Elle compte 20 emplois en 2018, contre 21 en 2013 et 15 en 2008. Le nombre d'actifs ayant un emploi résidant dans la commune est de 60, soit un indicateur de concentration d'emploi de 33,5 % et un taux d'activité parmi les 15 ans ou plus de 50,4 %.
Sur ces 60 actifs de 15 ans ou plus ayant un emploi, 16 travaillent dans la commune, soit 27 % des habitants. Pour se rendre au travail, 80 % des habitants utilisent un véhicule personnel ou de fonction à quatre roues, 1,7 % les transports en commun, 1,7 % s'y rendent en deux-roues, à vélo ou à pied et 16,7 % n'ont pas besoin de transport (travail au domicile).

### Activités hors agriculture
14 établissements sont implantés  à Saint-Pierre-Toirac au 31 décembre 2019.
Le secteur du commerce de gros et de détail, des transports, de l'hébergement et de la restauration est prépondérant sur la commune puisqu'il représente 57,1 % du nombre total d'établissements de la commune (8 sur les 14 entreprises implantées  à Saint-Pierre-Toirac), contre 29,9 % au niveau départemental.

### Agriculture
|               | 1988 | 2000 | 2010 | 2020 |
| ------------- | ---- | ---- | ---- | ---- |
| Exploitations | 9    | 4    | 2    | 3    |
| SAU (ha)      | 87   | 72   | 70   | 86   |

La commune est dans la vallée du Lot », une petite région agricole s'étendant d'est en ouest et de part et d'autre du cours du Lot, particulièrement réputée pour ses vignes, celles du vignoble de Cahors plus précisément. En 2020, l'orientation technico-économique de l'agriculture  sur la commune est la polyculture et/ou le polyélevage. Trois exploitations agricoles ayant leur siège dans la commune sont dénombrées lors du recensement agricole de 2020 (neuf en 1988). La superficie agricole utilisée est de 86 ha,,.

## Culture locale et patrimoine

### Lieux et monuments

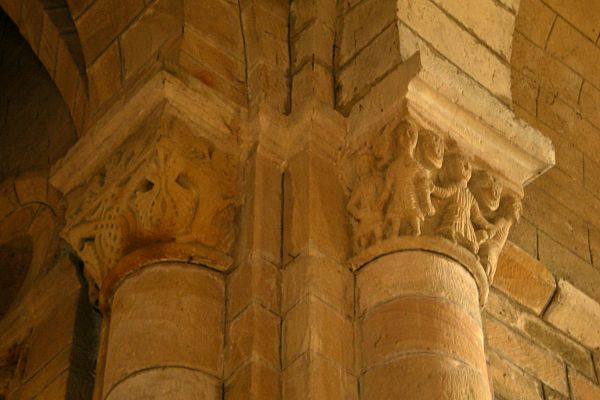
Chapiteaux de l'église Saint-Pierre

L'église Saint-Pierre date du XIIe siècle,,. L'édifice a été classé au titre des monuments historiques en 1903. Plusieurs objets sont référencés dans la base Palissy.
C'est pendant la guerre de Cent Ans que l'église va prendre un aspect militaire avec l'élévation d'une tour au-dessus de l'absidiole nord. Le 17 juin 1513, le prieur, Bertrand de Ruppe, et les consuls de la ville donnent le marché de surélévation des murs sur tout le pourtour de l'édifice, de construction de créneaux et de couverture de l'ensemble à deux charpentiers de Figeac. La nef est rallongée en 1827. L'église Saint-Pierre contient des chapiteaux ornés.
- Dolmen des Cazelles Longues.
- Dolmen de Pierre Grosse.

### Personnalités liées à la commune
- Edmée Larnaudie (1911-2001), artiste quercynoise, fille de l'ancien maire Théophile Larnaudie[28].
- François Furet (1927-1997), historien, séjournait régulièrement à Saint Pierre-Toirac et y est inhumé.
- L'écrivain Yves Bonnefoy (1923-2016) évoque Toirac (Saint-Pierre-Toirac ou Larroque-Toirac ?) dans L'Arrière-pays.